# N'Djem
N'Djem est un village situé dans le Sud de la Côte d'Ivoire, dans le District des Lagunes, de la région des Grands-Ponts. La localité de N'Djem est rattachée administrativement à la commune de Jacqueville,. 